# Semaeopus errabunda
Semaeopus errabunda là một loài bướm đêm trong họ Geometridae.